# Schienendrehkran

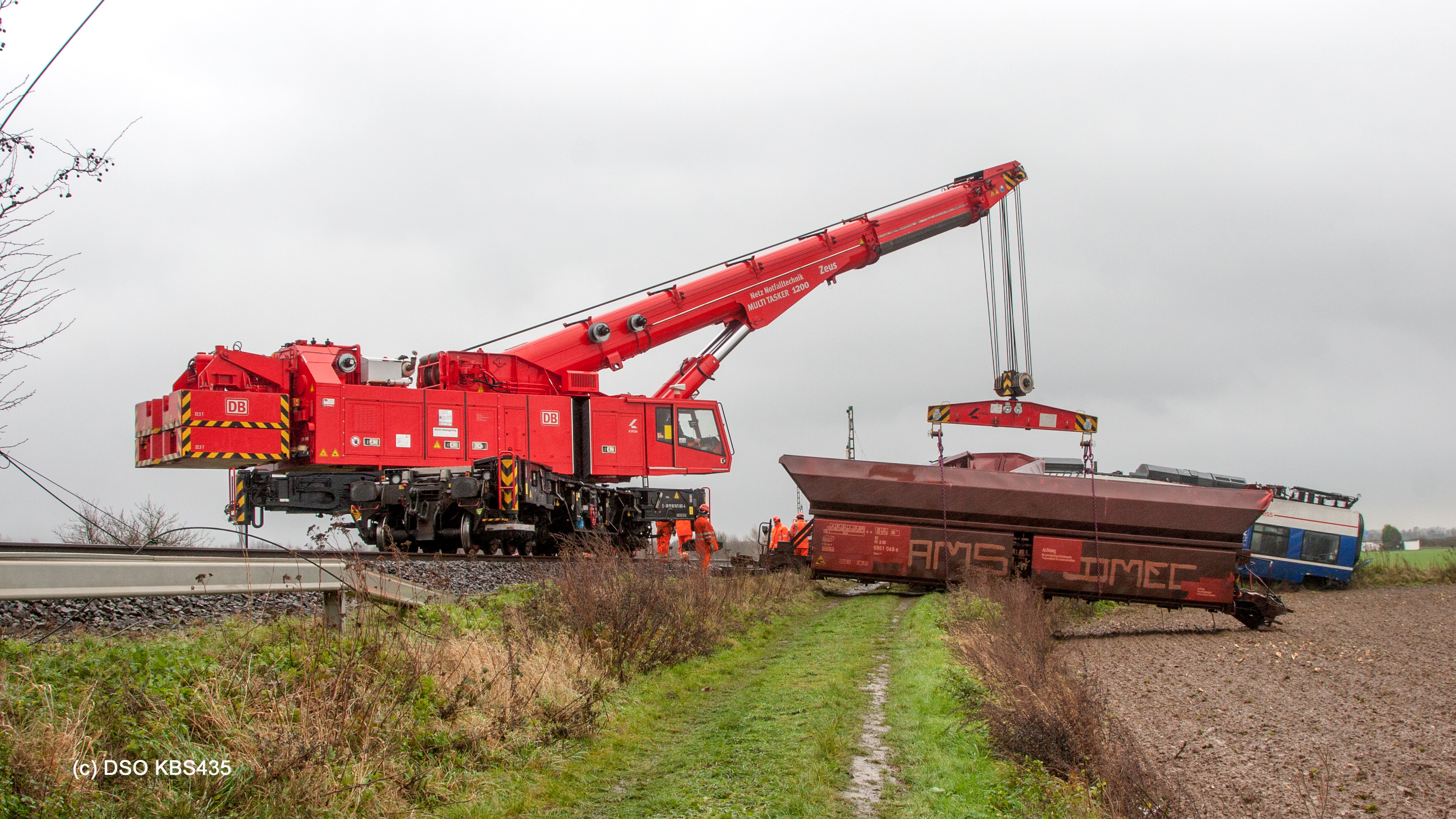
Bergung eines entgleisten Waggons

Ein Schienendrehkran (auch Schwenkkran (SK)) ist ein Kran, der drehbar auf einem Schienenfahrzeug montiert ist. Im Bereich der Deutschen Reichsbahn (DR) wurde er auch Eisenbahndrehkran (EDK) genannt.
Diese werden hauptsächlich zur Bergung von entgleisten Schienenfahrzeugen oder bei Bauarbeiten an Eisenbahnstrecken eingesetzt, zum Beispiel zur Montage von Gleisen, Weichen und Brücken. Dabei wird der Bauzug häufig auf einem Gleis parallel zur Baustelle eingesetzt.
Bis in die 1980er Jahre waren in der ersten Hälfte des 20. Jahrhunderts gebaute Schienendrehkrane auch als mobile Krane in Häfen zu finden, um Schiffe zu ent- oder beladen. Auch als Werftkrane fanden sie Verwendung. Im Freigelände des Deutschen Schifffahrtsmuseums in Bremerhaven ist ein solcher Kran zu sehen.

## Geschichte

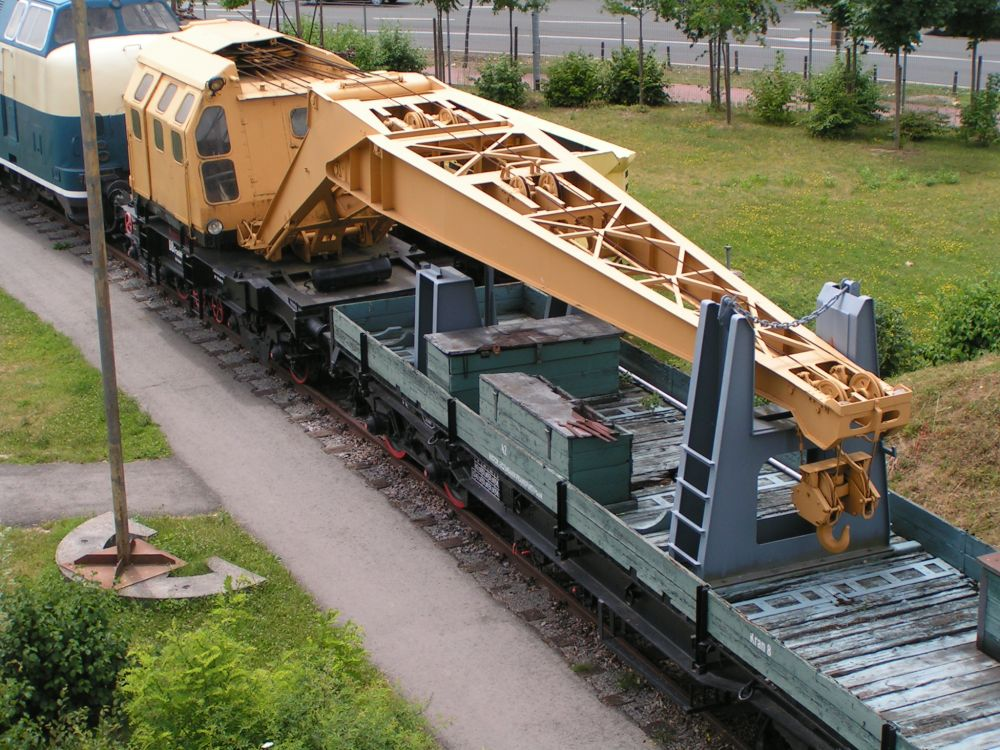
Schienendrehkran DB Frankfurt 6808 im Technik-Museum Speyer (2004 fotografiert)

Schienendrehkran der Rheinischen Eisenbahn-Gesellschaft, 1874

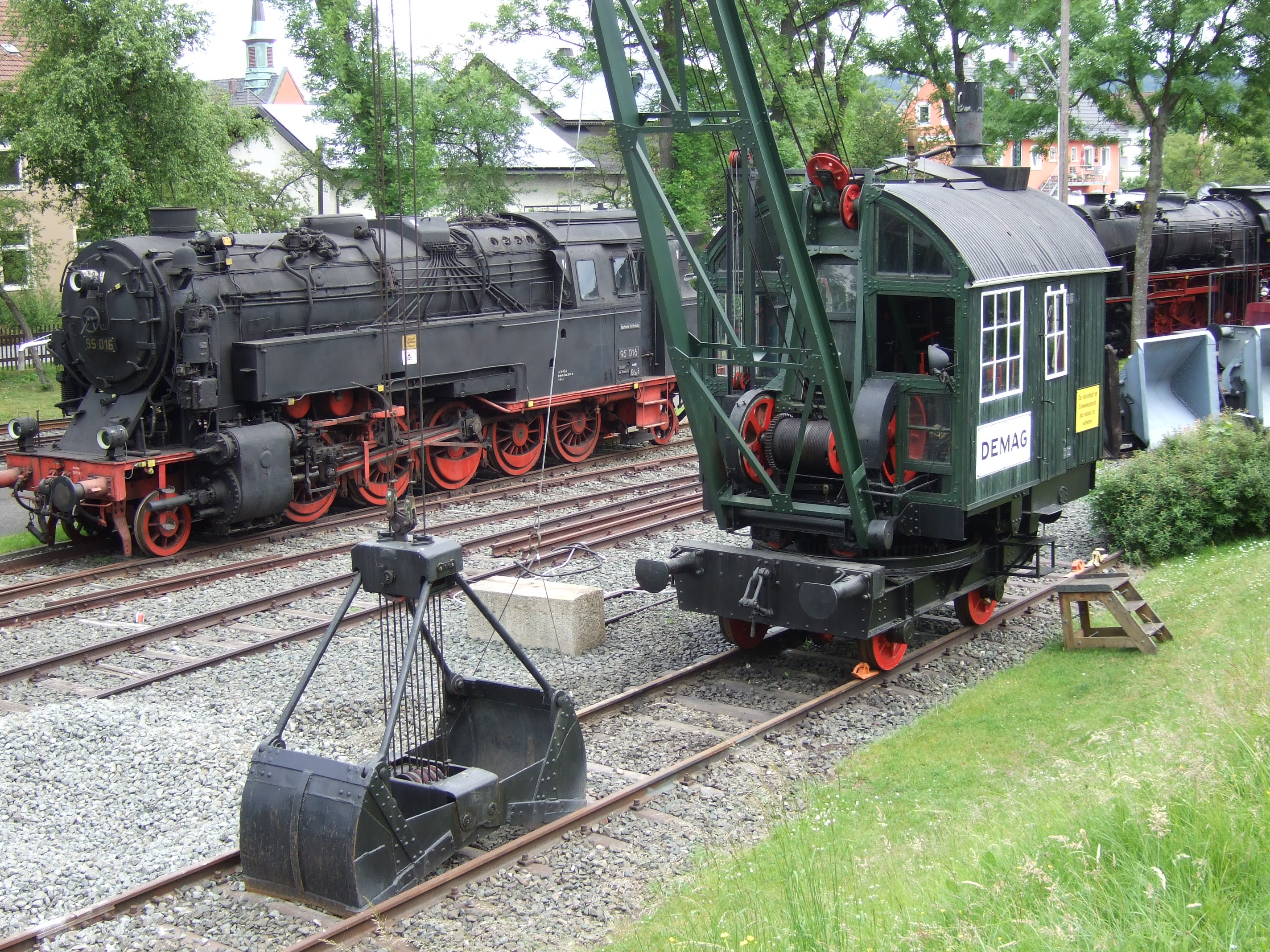
Historischer Dampf-Schienendrehkran im Deutschen Dampflokomotiv-Museum

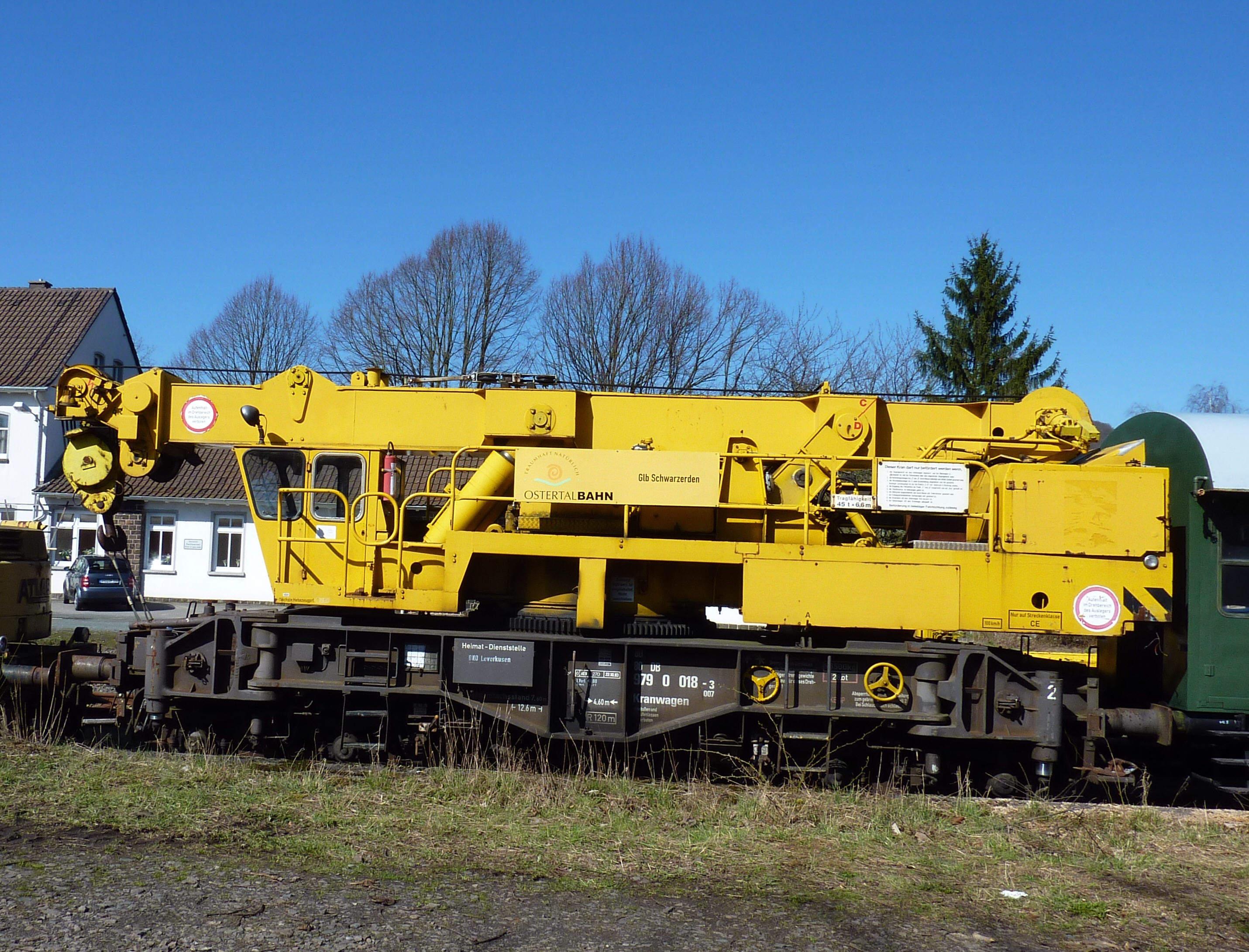
Schienendrehkran der Ostertalbahn (2010)

Die ersten Schienenkrane waren mit handbetätigten Winden auf Flachwagen aufgebaut. Ab 1860 gab es auch dampfbetriebene Krane, entwickelt von der britischen Firma Appleby Brothers. In Deutschland wurden erst dreißig Jahre später die ersten Schienen-Dampfkrane hergestellt. Nach 1900 wurden Krane auch so gebaut, dass sie in normale Züge eingestellt werden konnten, was den Transport erleichterte. Teilweise kamen auch Kranlokomotiven zum Einsatz. Der Dieselantrieb wurde ab 1930 ausprobiert, doch fehlten noch leistungsstarke Dieselmotoren und die passende Leistungsübertragung. Zu dieser Zeit zeichneten sich bereits unterschiedliche Entwicklungen für Universal- und Gleisbaukrane ab.
Bis in die 1960er Jahre wurden überwiegen Krane mit durch Seilen bewegte Gittermastausleger hergestellt. Diese wurden teilweise dieselelektrisch angetrieben. Ab den 1970er Jahren wurden dieselhydraulische Kräne mit Teleskopausleger zum Standard. Diese zeichneten sich durch Wirtschaftlichkeit und Wartungsarmut aus. Diese und andere Entwicklung, wie beispielsweise Überlastsicherungen, wurde aus dem Mobilkran-Bereich übernommen. Heute werden nur noch solche Ausleger gebaut.
Bekannte Hersteller von Eisenbahnkranen waren Kirow Leipzig (heute Kirow Ardelt), Krupp-Ardelt, SMS Demag und Leo Gottwald KG. 1987 hat Krupp die Produktion von Schienendrehkranen aufgegeben.

## Gegenwart

### Technik
Moderne Schienendrehkrane sind so konzipiert, dass sie unter eingeschalteter Oberleitung Lasten verfahren können. Um den Betrieb auf benachbarten Gleisen nicht einzuschränken, sollen Krane auch beim seitlichen Ausschwenken profilfrei arbeiten können. Dies kann durch eine Begrenzungsvorrichtung (Schwenk- und Hubbegrenzung) verhindert werden. Auch das Arbeiten in überhöhten Gleisen soll möglichst ohne Reduzierung der Traglast möglich sein. Während sie im Baugleis mit maximal 20 bis 30 km/h mit Last selbst fahren können, werden Überführungen im Zugverband mit bis zu 120 km/h gefordert. Geringe Rüstzeiten ermöglichen längere Einsatzzeiten.
Neben den teleskopierbaren Ausleger sind heutige Krane auch mit teleskopierbaren Gegengewichten ausgestattet. Diese ermöglichen höhere Tragkräfte durch eine längere Ausladung, jedoch bei einem größeren rückwärtigen Platzbedarf. Durch eine schwenkbare Ausführung des Gegengewichtauslegers, kann bei modernen Kranen dieser parallel zur Gleisachse gehalten werden, um den Kran profilfrei zu halten. Damit kann der Betrieb auf benachbarten Gleisen weitergeführt werden, aber auch die Arbeiten an Bahnsteigen, Brücken, Einschnitten und in Tunneln erst ermöglichen.
In der Transportstellung müssen alle beweglichen Teile des Krans, welche aus der Fahrzeugbegrenzungslinie heraustreten können, verriegelt werden können. Dies betrifft u. a. den Ausleger, das Gegengewicht und den gesamten drehbaren Oberwagen mit dem Unterwagen. Für den Kranbetrieb können die Federungen des Fahrwerks blockiert werden, wobei in Transportstellung diese Blockiereinrichtung unwirksam sein muss.
Mithilfe spezieller Traversen können besonders große Lasten gehoben werden, ohne dabei den Ausleger aus seiner horizontalen Stellung zu heben. Diese können bis zu 60 m lang sein.

### Havarie- bzw. Notfallkrane
Heute ist nur noch Weltmarktführer Kirow Ardelt auf diesem Gebiet aktiv. Die DB Netz setzt moderne Schienendrehkrane der Baureihen 732 und 733 als Notfallkrane ein, diese können Lasten bis zu 160 Tonnen heben.

### Gleisbauschienenkrane
Gleisbauschienenkrane werden zum Gleis-, Weichen- und Brückenbau eingesetzt. Sie heben dabei Gleisjoche, Weichen und Hilfsbrücken. Die Kirow Rail Cranes (KRC) von Kirow Ardelt werden auch als Schwerlasthebezeug bezeichnet.
KRC 1200 T Multi Tasker
KRC 810 T
Ein etwas kleinerer Typ ist der Gleisbauschienenkran KRC 810 T (Multi Tasker). Daneben gibt es eine Reihe weiterer Schienendrehkrane des Herstellers.